# Iatrochimica

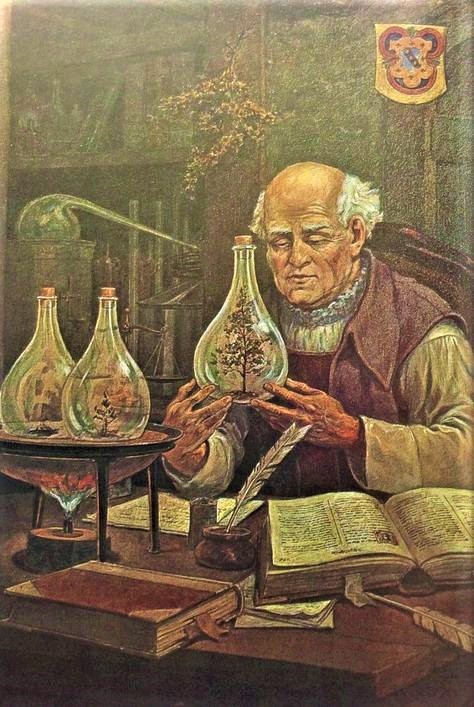
Paracelso nel suo laboratorio, dedito a esperimenti chimici di rigenerazione della vita (opera di John Augustus Knapp, 1895)

La iatrochimica (dal greco iatros (ιατρός) medico e dal gr. chemeía chimica) è stata una branca della chimica e della medicina sviluppatasi a partire dal XVI secolo parallelamente alla iatromeccanica (oggi entrambe in disuso), che ha avuto il suo massimo esponente nel medico elvetico Paracelso. 
L'idea di fondo della iatrochimica consiste nella convinzione che la salute dell'organismo dipenda essenzialmente da uno specifico bilancio tra i componenti chimici dei fluidi corporei. Sulla base di questa idea, gli iatrochimici si sono dedicati all'interpretazione dei processi biologici (ad esempio quello fermentativo) in termini essenzialmente chimici: il corpo umano, secondo tale concezione, si presenta come una fornace chimica, dove la vita non è altro che una serie di processi chimici da spiegare e mettere in rapporto con la malattia e il rimedio.
I rimedi medicinali individuati dagli iatrochimici, dunque, sono anch'essi di natura essenzialmente chimica. Molti di essi restano ancora in uso nella moderna farmacopea (ad esempio l'acetato d'ammonio, il colchino, l'etere solforico (o etere dietilico), il laudano, il tartaro emetico o la tintura di ferro).
Come per molte altre attività che hanno reso celebre Paracelso e Jean Baptiste van Helmont, anche la iatrochimica affonda decisamente le sue radici nell'alchimia, molto diffusa in quel periodo.
Questo approccio di ricerca è stato abbandonato in seguito alla diffusione delle moderne pratiche mediche. Dal 1525 al 1660, in ogni caso, esso è stato decisamente diffuso, specialmente nelle Fiandre.
La iatrochimica è stata spesso definita una vera e propria scuola filosofica, in decisa opposizione alla concezione vitalistica tipica del periodo. La ricerca di una fusione tra la medicina e la chimica, d'altra parte, si poneva in aperto contrasto anche con le pratiche vigenti nella pratica medica dell'epoca. Lo studio accurato del bilancio dei fluidi corporei si pone decisamente nella scia tracciata diversi secoli prima da Ippocrate, il cui insegnamento era stato decisamente accantonato.